# Radio Alpenwelle
Radio Alpenwelle ist ein Lokalradio für die oberbayerischen Landkreise Bad Tölz-Wolfratshausen und Miesbach mit Sitz in Bad Tölz. Die Station ist seit 3. Dezember 1992 auf Sendung. Das Musikformat besteht überwiegend aus Adult Contemporary, wobei sonntags von 12 bis 13 Uhr Blasmusik und von 13 bis 15 Uhr bayerisch-alpenländische Volksmusik gespielt wird.
Der Sender ist zu 100 % im Besitz von Einzelpersonen: 49,8 % besitzt Frau Renate Moser, 45,2 % Gerald Nowitzky und 5 % Ingo Bauer. Zusammen mit weiteren 29 Lokalsendern wie z. B. Radio Charivari Rosenheim, Radio Gong, Radio Trausnitz und Radio IN wird die Werbung in Radio Alpenwelle von Studio Gong vermarktet.
Anfänglich lag der Sitz des Senders in Holzkirchen. Im darauffolgenden Frühjahr 1993 zog die Station auf die Schliersbergalm oberhalb von Schliersee um, wodurch die Alpenwelle mit ihrer Lage auf 1061 Metern Höhe zur höchstgelegenen Radiostation Deutschlands wurde. Nachdem sich die Anfahrt zur Station vor allem durch die schlechten Straßenverhältnisse im Winter langfristig als unpraktisch erwiesen hatte, zog der Sender 2002 nach Bad Tölz um.

## Empfang
Radio Alpenwelle sendet terrestrisch auf den Frequenzen: Bad Tölz 95,0 MHz, Geretsried 92,0 MHz, Miesbach 90,2 MHz, Wolfratshausen 92,0 MHz, Herzogstand 99,9 MHz, Tegernsee 104,3 MHz, Holzkirchen (Oberbayern) 91,7 MHz und Schliersee 106,2 MHz. Außerdem ist der Sender in verschiedenen Kabelnetzen innerhalb des terrestrischen Sendegebiets zu empfangen.
Seit dem 1. Juli 2019 wird Radio Alpenwelle über den digitalen Voralpen-Mux (Kanal 7A) zusätzlich über DAB+ verbreitet.